# Donzy-le-Pertuis
Pour les articles homonymes, voir Donzy (homonymie).
Donzy-le-Pertuis est une commune française située dans le département de Saône-et-Loire, en région Bourgogne-Franche-Comté.
La commune fait partie du Clunisois, à la lisière du Haut-Mâconnais, et c'est sur son territoire que se trouve la source de la Mouge, la rivière du Bas-Mâconnais (classée rivière de 1re catégorie).

## Géographie

### Climat
Pour des articles plus généraux, voir Climat de la Bourgogne-Franche-Comté et Climat de Saône-et-Loire.
En 2010, le climat de la commune est de type climat des marges montargnardes, selon une étude du Centre national de la recherche scientifique s'appuyant sur une série de données couvrant la période 1971-2000. En 2020, Météo-France publie une typologie des climats de la France métropolitaine dans laquelle la commune est dans une zone de transition entre le climat océanique altéré et le climat océanique altéré et est dans la région climatique Bourgogne, vallée de la Saône, caractérisée par un bon ensoleillement (1 900 h/an), un été chaud (18,5 °C), un air sec au printemps et en été et des vents faibles.
Pour la période 1971-2000, la température annuelle moyenne est de 10,5 °C, avec une amplitude thermique annuelle de 17,4 °C. Le cumul annuel moyen de précipitations est de 929 mm, avec 10,2 jours de précipitations en janvier et 7,5 jours en juillet. Pour la période 1991-2020, la température moyenne annuelle observée sur la station météorologique de Météo-France la plus proche, « Jalogny_sapc », sur la commune de Jalogny à 8 km à vol d'oiseau, est de 11,2 °C et le cumul annuel moyen de précipitations est de 873,4 mm. 
La température maximale relevée sur cette station est de 39,6 °C, atteinte le 12 août 2003 ; la température minimale est de −21,6 °C, atteinte le 17 janvier 1985,,.
Les paramètres climatiques de la commune ont été estimés pour le milieu du siècle (2041-2070) selon différents scénarios d'émission de gaz à effet de serre à partir des nouvelles projections climatiques de référence DRIAS-2020. Ils sont consultables sur un site dédié publié par Météo-France en novembre 2022.

## Urbanisme

### Typologie
Au 1er janvier 2024, Donzy-le-Pertuis est catégorisée commune rurale à habitat dispersé, selon la nouvelle grille communale de densité à sept niveaux définie par l'Insee en 2022.
Elle est située hors unité urbaine et hors attraction des villes,.

### Occupation des sols
L'occupation des sols de la commune, telle qu'elle ressort de la base de données européenne d’occupation biophysique des sols Corine Land Cover (CLC), est marquée par l'importance des territoires agricoles (59 % en 2018), une proportion sensiblement équivalente à celle de 1990 (58,4 %). La répartition détaillée en 2018 est la suivante : prairies (59 %), forêts (41 %). L'évolution de l’occupation des sols de la commune et de ses infrastructures peut être observée sur les différentes représentations cartographiques du territoire : la carte de Cassini (XVIIIe siècle), la carte d'état-major (1820-1866) et les cartes ou photos aériennes de l'IGN pour la période actuelle (1950 à aujourd'hui).

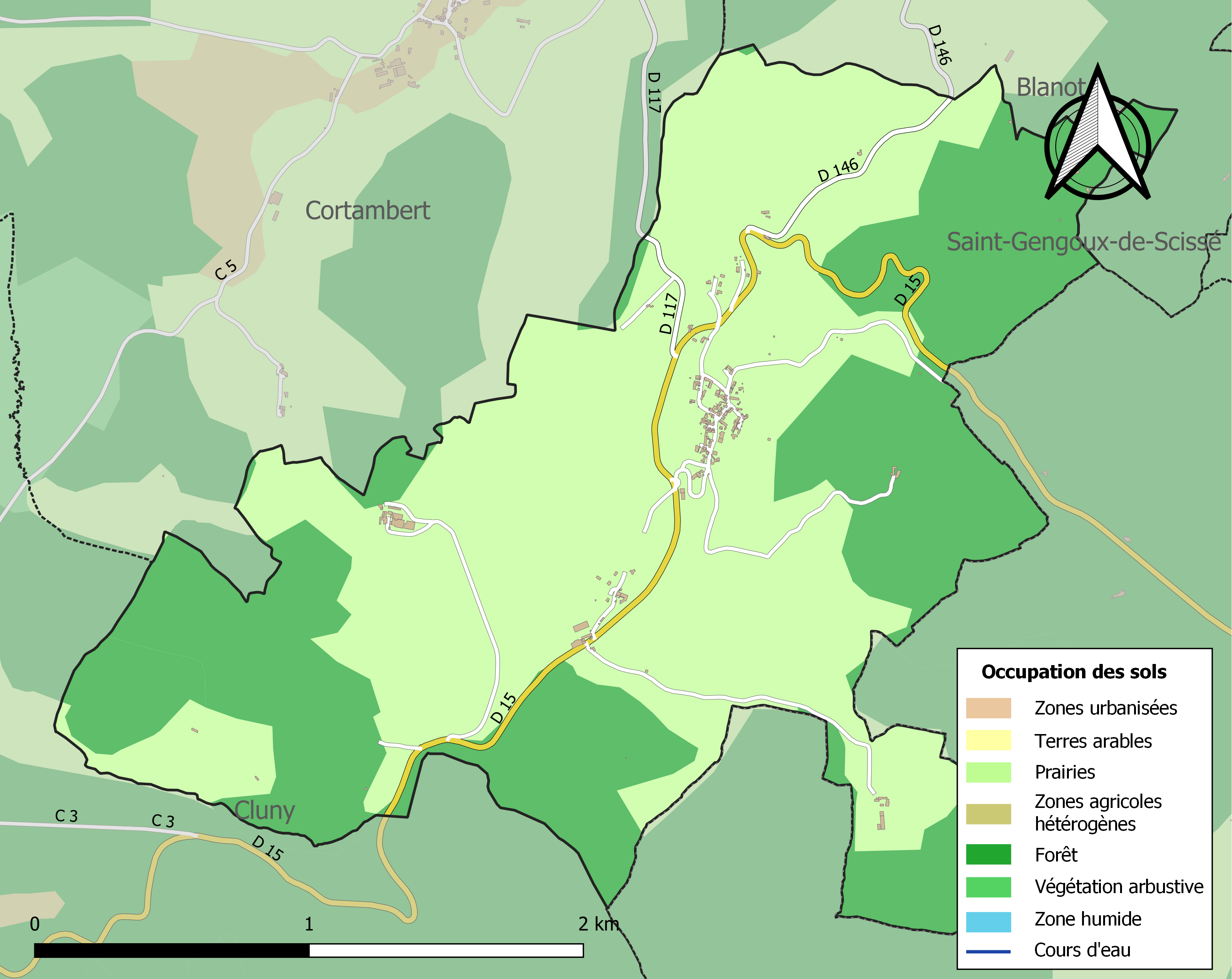
Carte des infrastructures et de l'occupation des sols de la commune en 2018 (CLC).

## Histoire
952 : première mention de Donzy dans une source écrite : ager donziacus (cartulaire Saint-Mayeul).
Février 1830 : le conseil municipal, à l'unanimité, repousse un projet de rattachement de la commune à celle de Blanot.

## Politique et administration

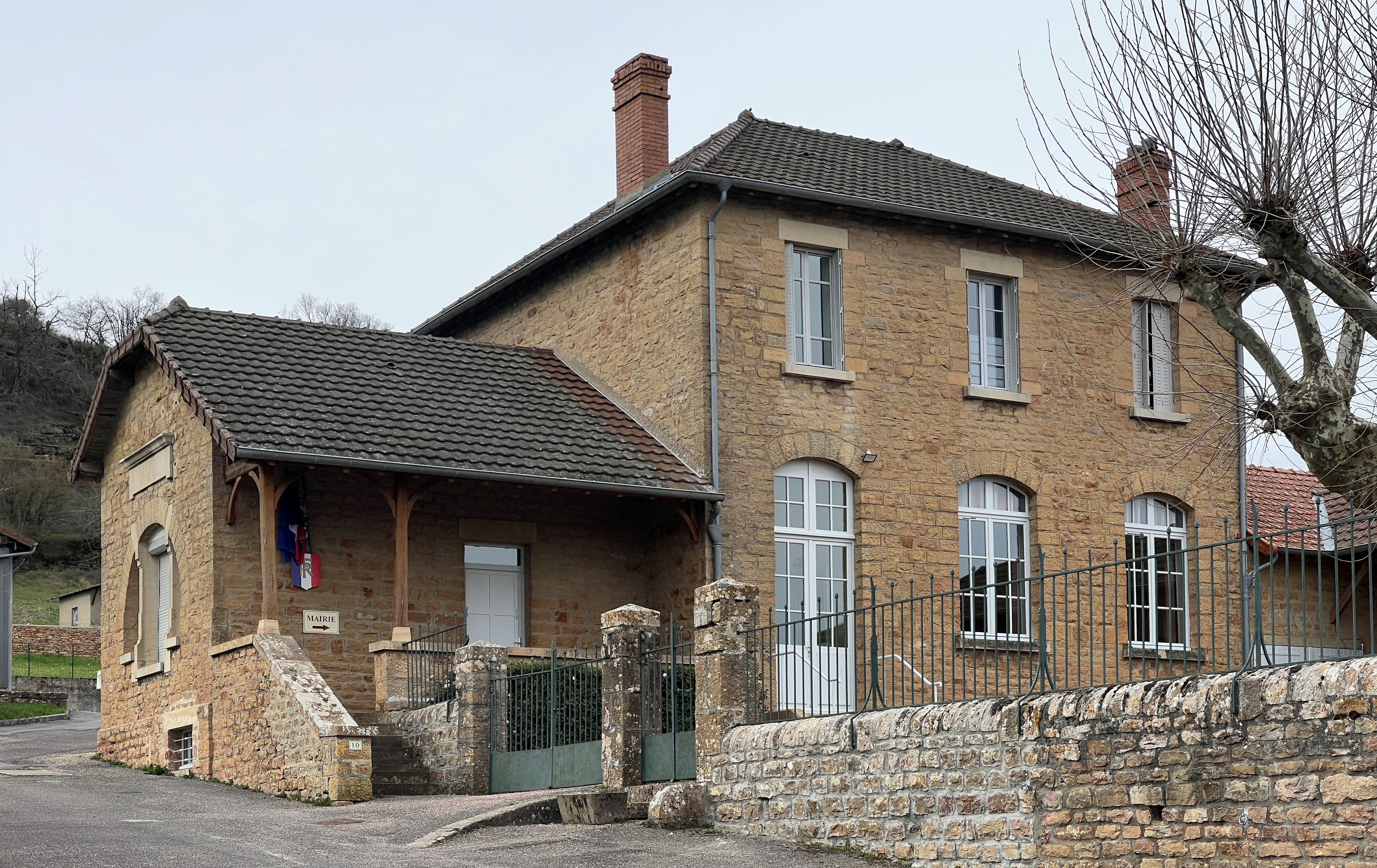
Mairie.

| Période                                  | Période  | Identité      | Étiquette | Qualité |
| ---------------------------------------- | -------- | ------------- | --------- | ------- |
| mars 2001                                | en cours | Patrice Gobin |           |         |
| Les données manquantes sont à compléter. |          |               |           |         |

## Démographie
L'évolution du nombre d'habitants est connue à travers les recensements de la population effectués dans la commune depuis 1793. Pour les communes de moins de 10 000 habitants, une enquête de recensement portant sur toute la population est réalisée tous les cinq ans, les populations de référence des années intermédiaires étant quant à elles estimées par interpolation ou extrapolation. Pour la commune, le premier recensement exhaustif entrant dans le cadre du nouveau dispositif a été réalisé en 2006.

En 2022, la commune comptait 147 habitants, en évolution de −11,45 % par rapport à 2016 (Saône-et-Loire : −1,06 %, France hors Mayotte : +2,11 %).
| 1793 | 1800 | 1806 | 1821 | 1831 | 1836 | 1841 | 1846 | 1851 |
| ---- | ---- | ---- | ---- | ---- | ---- | ---- | ---- | ---- |
| 619  | 307  | 319  | 294  | 313  | 316  | 325  | 338  | 328  |

| 1856 | 1861 | 1866 | 1872 | 1876 | 1881 | 1886 | 1891 | 1896 |
| ---- | ---- | ---- | ---- | ---- | ---- | ---- | ---- | ---- |
| 353  | 316  | 311  | 313  | 267  | 268  | 284  | 250  | 231  |

| 1901 | 1906 | 1911 | 1921 | 1926 | 1931 | 1936 | 1946 | 1954 |
| ---- | ---- | ---- | ---- | ---- | ---- | ---- | ---- | ---- |
| 227  | 208  | 198  | 176  | 173  | 160  | 142  | 153  | 140  |

| 1962 | 1968 | 1975 | 1982 | 1990 | 1999 | 2006 | 2011 | 2016 |
| ---- | ---- | ---- | ---- | ---- | ---- | ---- | ---- | ---- |
| 142  | 144  | 122  | 127  | 129  | 132  | 158  | 153  | 166  |

| 2021 | 2022 | - | - | - | - | - | - | - |
| ---- | ---- | - | - | - | - | - | - | - |
| 154  | 147  | - | - | - | - | - | - | - |

## Culture locale et patrimoine

### Lieux et monuments
Sont à voir à Donzy-le-Pertuis :

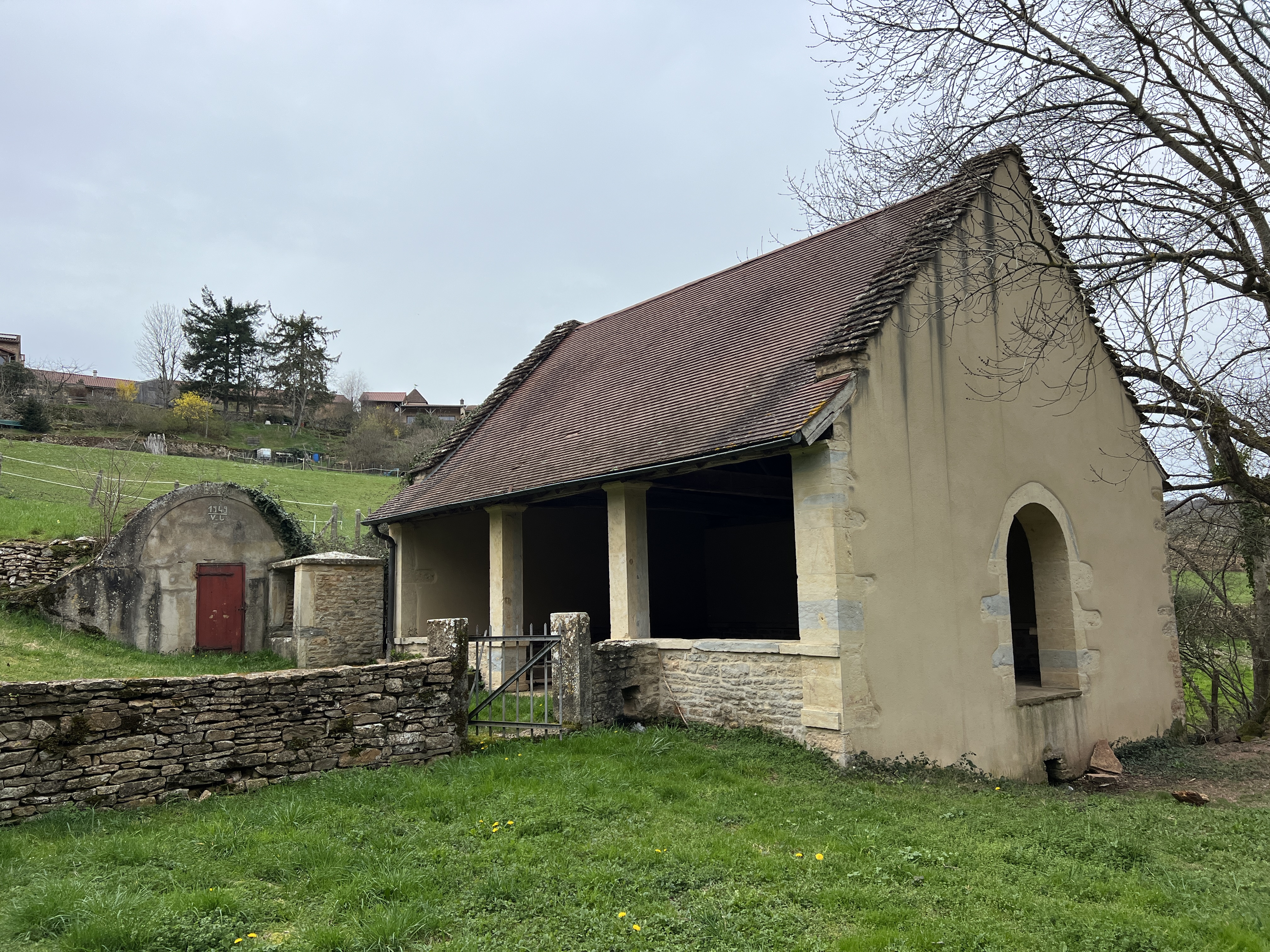
Lavoir.

- l'église Saint-Julien de Donzy-le-Pertuis, de style roman, attribuable au XIe siècle ;
- un cénotaphe dédié aux jeunes du village victimes des guerres, édifié près de la mairie ;
- un lavoir public construit en 1830, qui se trouve en contrebas du village, dans le vallon où la Mouge prend sa source[18] ;
- une tour se dressant à l'est du bourg, appelée localement « la tour de la Parole » ;
- à l'ouest du village, sur la ligne de crête, à la limite de la commune de Cortambert, une statue en pied de la Vierge Marie, installée sur un haut piédestal et appelée localement « Notre-Dame des Roches » (elle a été inaugurée le 15 août 1951, et sur cet emplacement se tenait en 1944 un poste de surveillance de la résistance locale[18]).

Donzy-le-Pertuis est le point de départ de l'un des 17 circuits de randonnée balisés mis en place en 2022-2023 (sur 58 communes de Saône-et-Loire) par plusieurs intercommunalités au sein du territoire du Massif Sud Bourgogne, intitulé La balade de Donzy (7,8 kilomètres, 171 mètres de dénivelé, départ sur le parking de la mairie).

### Personnalités liées à la commune
- Monsieur Fraize - Marc Fraize de son vrai nom - humoriste qui a habité Donzy en location quelque temps.

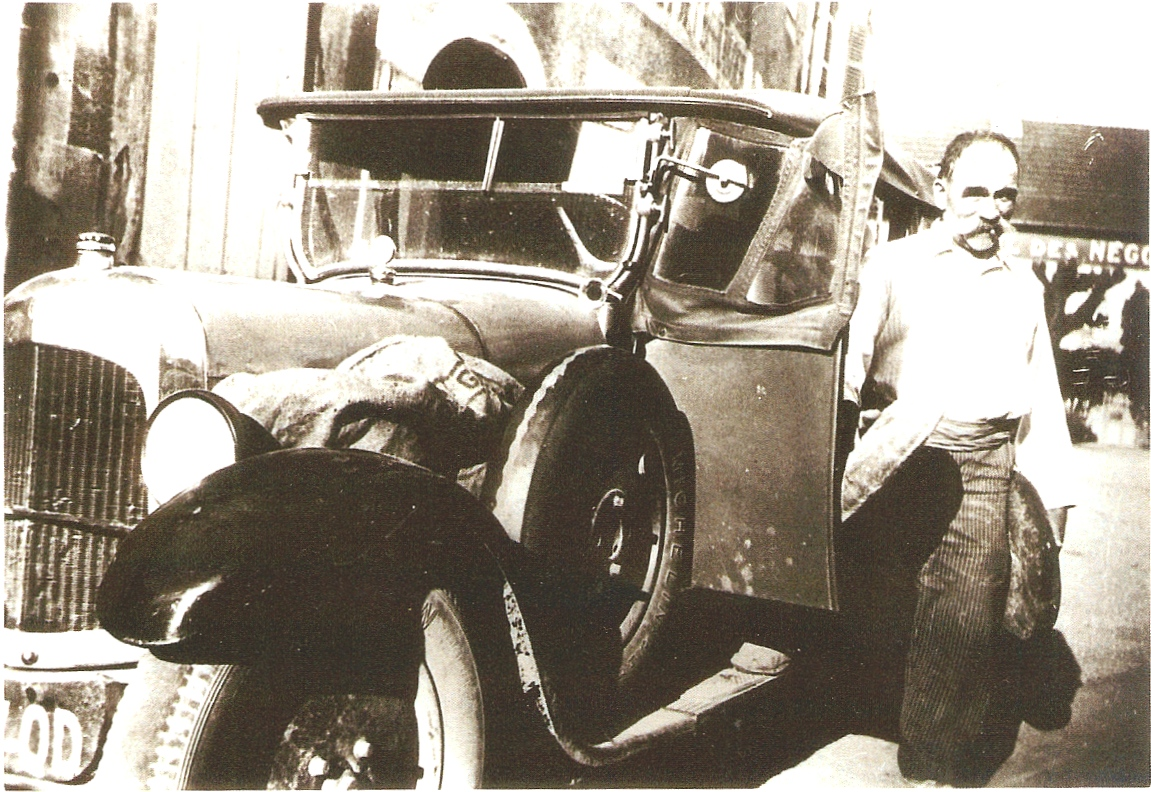
Boulanger ambulant.

## Pour approfondir